# Otto Wiener (Sänger)
Otto Wiener (* 13. Februar 1911 in Wien; † 5. August 2000 ebenda) war ein österreichischer Opernsänger im Stimmfach Bariton.

## Leben
Otto Wiener studierte zunächst Veterinärmedizin an der Tierärztlichen Hochschule in Wien. Er nahm dann aber in Wien Gesangsunterricht, unter anderem bei dem bekannten Kammersänger und Bariton Hans Duhan. Ab 1939 war Wiener als Sänger tätig, zunächst ausschließlich als Konzertsänger. Er war in dieser Zeit auch in Sendungen des Wiener Rundfunks zu hören. Nach dem Zweiten Weltkrieg sang er ebenfalls zunächst in Konzerten und Oratorien. Sein Debüt als Opernsänger erfolgte 1953 am Stadttheater Graz in der Titelrolle der Oper Simone Boccanegra von Giuseppe Verdi. Von 1956 bis 1959 war er regelmäßig an der Deutschen Oper am Rhein in Düsseldorf und Duisburg zu hören.
Ab 1952 sang Wiener regelmäßig bei den Salzburger Festspielen. Von 1952 bis 1955 war er dort als Konzertsänger tätig. 1955 übernahm er die Rolle des Bischofs „Ercole Severolus“ in der Oper Palestrina von Hans Pfitzner. 1960 sang er bei den Festspielen den „Joseph“ in der Uraufführung des Opern-Passionsspiels Mysterium von der Geburt des Herrn von Frank Martin. 1961 und 1969 sang er in Salzburg den „Faninal“ in der musikalischen Komödie Der Rosenkavalier von Richard Strauss. In den Jahren 1967, 1968 und 1970 übernahm er dort die kleine, aber dramaturgisch wichtige Rolle des „Sprechers“ in Wolfgang Amadeus Mozarts Oper Die Zauberflöte.
Von 1957 bis 1963 gehörte Wiener zum festen Ensemble der Bayreuther Festspiele. Er übernahm dort die großen Heldenbariton-Partien in den Musikdramen von Richard Wagner: 1957–1959 und 1963 sang er den „Hans Sachs“ in Die Meistersinger von Nürnberg, 1958 den „Gunther“ in der Götterdämmerung, 1959 die Titelrolle in Der Fliegende Holländer, 1962 den „Wotan“ und 1962–1963 den „Wanderer“ in Der Ring des Nibelungen.
Seit 1957 war Wiener festes Ensemblemitglied der Wiener Staatsoper, der er bis zu seinem Rückzug von der Bühne im Jahre 1976 dauerhaft angehörte. Er war dort in insgesamt fast 30 verschiedenen Partien in über 600 Vorstellungen zu hören. Er sang in Wien weitere Wagner-Partien wie den „Amfortas“ in Parsifal und den „Kurwenal“ in Tristan und Isolde. Er übernahm weiters Partien aus dem deutschen und dem italienischen Repertoire, unter anderem den „Don Pizarro“ in Fidelio, den „Musiklehrer“ in Ariadne auf Naxos, den „Orest“ in Elektra, den „Jochanaan“ in Salome, den „Borromeo“ in Hans Pfitzners Palestrina an der Seite von Fritz Wunderlich und den „Amonasro“ in Aida. Seine meistgesungene Partie in Wien war der „Sprecher“ in Mozarts Die Zauberflöte, den Wiener insgesamt 113 Mal sang.
Von 1960 bis 1970 war Wiener gleichzeitig Mitglied der Bayerischen Staatsoper in München. Dort sang er im November 1963 in der ersten öffentlichen Vorstellung des wiederaufgebauten Nationaltheaters unter der musikalischen Leitung von Joseph Keilberth den „Hans Sachs“. Wieners Partner waren unter anderem Hans Hotter, Jess Thomas, Benno Kusche, Claire Watson und Lilian Benningsen.
Wiener gastierte an der Covent Garden Opera in London, an der Grand Opéra in Paris und an der Metropolitan Opera in New York (1962–1963 als Hans Sachs). 1964 sang er beim Glyndebourne Festival den Theaterdirektor „La Roche“ in Capricco von Richard Strauss.
Wiener war bis kurz vor seinem Tod als Gesangslehrer und Musikpädagoge weiterhin künstlerisch aktiv. Er war ab 1976 Leiter des Nachwuchsstudios der Wiener Staatsoper. Für seine künstlerischen Verdienste wurde Wiener mit dem Titel Kammersänger ausgezeichnet.
Er wurde am Neustifter Friedhof (H-13-21) bestattet.

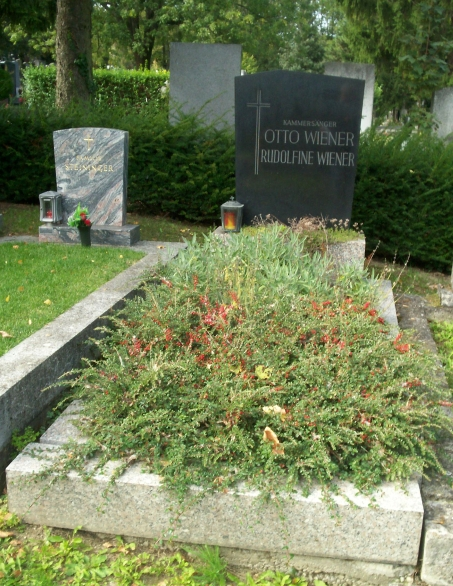
Grabstätte Otto Wiener auf dem Neustifter Friedhof

## Tondokumente
Original-Studioaufnahmen, die Wieners Stimme auf Schallplatte dokumentieren, liegen nur relativ wenige vor. So sang er beispielsweise 1954 in Wien unter der musikalischen Leitung von Hans Swarowsky die Titelrolle in Julius Cäsar. In einer Gesamtaufnahme der Oper Lohengrin bei EMI sang er 1962/1963 unter der musikalischen Leitung von Rudolf Kempe den Heerrufer. Unter Georg Solti nahm er 1968/1969 bei der Decca den Faninal auf. Beim ORF sang er in einer Aufnahme der Operette Das Dreimäderlhaus.
Es existieren jedoch zahlreiche Live-Mitschnitte von Opernaufführungen und Rundfunkaufnahmen. Zahlreiche Aufführungen mit Otto Wiener, insbesondere von den Bayreuther Festspielen, wurden alljährlich für den Rundfunk aufgezeichnet und später als Schallplatten veröffentlicht. Mittlerweile sind diese Aufführungen, oft unter diversen verschiedenen Schallplattenlabels, auch auf CD wiederveröffentlicht worden. Sein „Hans Sachs“ mit den Aufführungsmitschnitten aus Bayreuth 1958 und 1959 ist zweimal bei dem Label Myto erschienen: 1958 mit André Cluytens am Pult (Partner: Elisabeth Grümmer, Josef Traxel, Toni Blankenheim), 1959 mit Erich Leinsdorf als Dirigent und Rudolf Schock als „Walther von Stolzing“.
Ein Aufführungsmitschnitt von Wagners Die Meistersinger von Nürnberg aus München (1963) anlässlich der Wiedereröffnung des Nationaltheaters mit Joseph Keilberth am Pult erschien auf Schallplatte und ist mittlerweile ebenfalls auf CD wiederveröffentlicht worden.
Von 1964 existieren zwei Live-Mitschnitte aus der Wiener Staatsoper, in denen Wiener den „La Roche“ in Strauss’ Capriccio (Madeleine: Lisa della Casa; musikalische Leitung: Georges Prêtre) und den „Borromeo“ in Pfitzners Palestrina singt (Palestrina: Fritz Wunderlich, musikalische Leitung: Robert Heger).

## Auszeichnungen
- 1964: Verleihung des Berufstitels Kammersänger
- 1969: Ehrenkreuz für Wissenschaft und Kunst I. Klasse
- 1981: Ehrenmitglied der Wiener Staatsoper